# Borsos Márton (orvos)
Borsos Márton (1810 k.–1844. április 16.) orvos.
Szászvárosi származású volt. 1838–1843 között Közép-Szolnok vármegye helyettes orvosa, 1841-től főorvosa volt. Művei:
- Dissertatio inaug. medica de contagiis. Pestini, 1838
- A csecsemő és első gyermekkor házi nevelés tekintetében. Kolozsvár: Tilsch és fia. 1838. (2. kiadás. Kolozsvár: Stein János. 1845.)

Ez utóbbiban az óvodák létesítése mellett érvelt, ennek eredményeképpen 1842-ben megnyílt Zilahon az első óvoda.
Fiatalon halt meg, tüdővészben. Sírja Zilahon, az úgynevezett nagytemetőben található.